# 徐景熹
徐景熹（？—？），字驂兩，號璞齋，浙江杭州府錢塘縣人，清朝政治人物。徐杞子。

## 生平
乾隆四年（1739年）己未科二甲第十五名進士。選翰林院庶吉士，散館授編修，乾隆十五年（1750年）任福州府知府，二十三年（1758年）任興化府知府，升福建鹽法道。